# (26207) 1997 QU
1997 كيو يو (ويعرف أيضًا باسم (26207) 1997 كيو يو وفق تسمية الكوكب الصغير) (بالإنجليزية: 1997 QU)‏ هو كويكب ضمن حزام الكويكبات؛ وترتيبه 26207 من حيث الاكتشاف.
اكتُشف هذا الجُرم الفلكي بواسطة Kenneth A. Williams ‏ في 25 أغسطس 1997.

## وصلات خارجية
- (26207) 1997 QU في قاعدة بيانات مختبر الدفع النفاث لأجرام النظام الشمسي الصغيرة

- الاكتشاف · مخطط المدار ·  العناصر المدارية · المعلمات المادية

- (26207) 1997 QU على موقع ويكي سكاي: DSS2, SDSS, GALEX, IRAS, Hydrogen α, X-Ray, Astrophoto, Sky Map, Articles and images